# Trofeo Teresa Herrera 1999

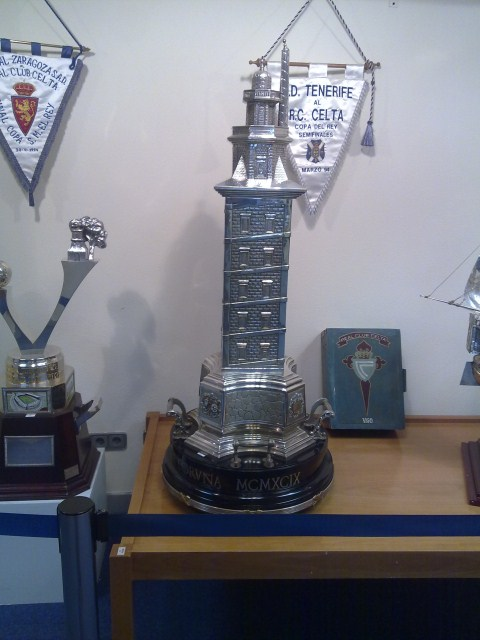
Trofeo Teresa Herrera de 1999.

La 54.ª edición del Trofeo Teresa Herrera se celebró en La Coruña entre el 13 y el 15 de agosto de 1999. El campeón fue el Celta de Vigo.

## Participantes
- R. C. Deportivo de La Coruña, club anfitrión.[2]

- R. C. Celta de Vigo.

- C. A. Boca Juniors, campeón de la Primera División de Argentina 1998–99.

- S. C. Corinthians, campeón del Campeonato Brasileño Série A 1999.

## Partidos

### Primera semifinal
| 13 de agosto de 1999, 20:30 (CEST) | Deportivo de La Coruña | 1:3 (0:2) | Celta de Vigo                          | Estadio de Riazor, La Coruña       |                                    |
|                                    | Iván 67'               |           | Kaviedes 12' · Celades 20' · Turdó 59' | Árbitro(s): Evaristo Puentes Leira | Árbitro(s): Evaristo Puentes Leira |

### Segunda semifinal
| 14 de agosto de 1999, 20:30 (CEST) | Boca Juniors                     | 2:0 (2:0) | Corinthians | Estadio de Riazor, La Coruña      |                                   |
|                                    | Riquelme 32' · Walter Samuel 35' |           |             | Árbitro(s): Alfonso Pérez Burrull | Árbitro(s): Alfonso Pérez Burrull |

### Disputa por el 3º y 4º puesto
| 15 de agosto de 1999, 18:30 (CEST) | Deportivo de La Coruña | 1:1 (1:0) (Corinthians por penales) | Corinthians     | Estadio de Riazor, La Coruña                                          |                                                                       |
|                                    | Schürrer 17'           |                                     | João Carlos 90' | Asistencia: 12 000 espectadores Árbitro(s): Julián Rodríguez Santiago | Asistencia: 12 000 espectadores Árbitro(s): Julián Rodríguez Santiago |

### Final
| 15 de agosto de 1999, 20:30 (CEST) | Celta de Vigo | 1:0 (0:0) | Boca Juniors | Estadio de Riazor, La Coruña                                 |                                                              |
|                                    | McCarthy 71'  |           |              | Asistencia: 13 000 espectadores Árbitro(s): Manuel Díaz Vega | Asistencia: 13 000 espectadores Árbitro(s): Manuel Díaz Vega |

| Trofeo Teresa Herrera Campeón 1999 |
| ---------------------------------- |
| R. C. Celta de Vigo 1.er título    |